# Zapovednik Pasvik
Zapovednik Pasvik (Russisch: Государственный природный заповедник Пасвик) is een strikt natuurreservaat gelegen in de oblast Moermansk in het uiterste noordwesten van het Kolaschiereiland. De oprichting tot zapovednik vond plaats op 16 juli 1992 per decreet (№ 493/1992) van de regering van de Russische Federatie. Het beschermde gebied heeft een oppervlakte van 146,87 km², waarvan 32,24 km² uit watergebieden bestaat. Zapovednik Pasvik grenst aan het in de Noorse provincie Finnmark gelegen Nationaal Park Øvre Pasvik. Het reservaat is gesloten voor toerisme en mag enkel betreden worden voor natuurbeschermings- en wetenschappelijke doeleinden.

## Kenmerken
Zapovednik Pasvik ligt op de overgangszone van de noordelijke taiga naar bostoendra, circa 25 kilometer ten zuidwesten van de industriestad Nikel. De westgrens heeft een lengte van 44 kilometer en loopt langs de rivier Paz, die bovendien ook de landgrens vormt tussen Noorwegen en Rusland. De rivier Paz heeft zijn oorsprong in het grootste meer van Fins Lapland, het Inarimeer. Het gebied bereikt een maximale hoogte van 357 meter boven zeeniveau.

## Flora en fauna
De belangrijkste bosvormende soorten in het reservaat zijn de zachte berk (Betula pubescens) en grove den (Pinus sylvestris). Veel dennenbossen zijn onaangeraakt gebleven en herbergen individuen van meer dan 200 jaar oud. Vaak bestaat de ondergroei van deze bossen uit rode bosbes (Vacinium vitis-idaea), rijsbes (Vaccinium uliginosum), blauwe bosbes (Vaccinium myrtillus) en moerasrozemarijn (Ledum palustre). In het centrale deel van het reservaat zijn ook enkele bestanden met Siberische sparren (Picea obovata) aanwezig. Deze behoren tot de meest noordelijke sparrenbossen van Europa. Andere veelvoorkomende boomsoorten zijn de lage berk (Betula tortuosa) en esp (Populus tremula). Daarnaast is de dwergberk (Betula nana) een veelvoorkomende soort in de struiklaag van moerasachtige gebieden. Andere biotopen in het reservaat zijn bijvoorbeeld bergtoendra en hoogvenen.
Onder de 34 vastgestelde zoogdiersoorten bevinden zich de sneeuwhaas (Lepus timidus), hermelijn (Mustela erminea), eland (Alces alces) en bruine beer (Ursus arctos). Ook zijn er 218 vogelsoorten vastgesteld in het gebied. Watervogels die er broeden zijn onder meer de parelduiker (Gavia arctica), wilde zwaan (Cygnus cygnus), taigarietgans (Anser fabalis) en nonnetje (Mergellus albellus). Andere vogels zijn bijvoorbeeld het korhoen (Lyrurus tetrix), moerassneeuwhoen (Lagopus lagopus), kemphaan (Philomachus pugnax), goudplevier (Pluvialis apricaria) en zwarte ruiter (Tringa erythropus). Daarnaast worden de rivieren van het reservaat worden bewoond door vissen als forel (Salmo trutta), vlagzalm (Thymallus thymallus) en kwabaal (Lota lota). In de meren leeft bijvoorbeeld ook de trekzalm (Salvelinus alpinus).